# 生野駅 (北海道)
生野駅（いくのえき）は、北海道紋別郡遠軽町生田原豊原にあった北海道旅客鉄道（JR北海道）石北本線の駅（廃駅）である。駅番号はA52。

## 歴史

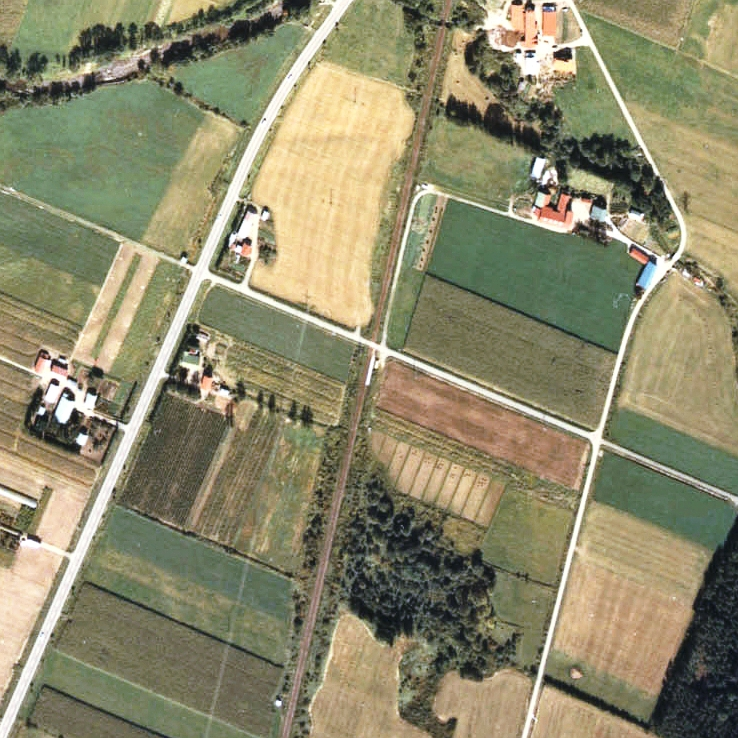
1977年の生野仮乗降場と周囲約500m範囲。下が網走方面。

もともと、1946年（昭和21年）に北見保線区生野線路班に勤務する職員家族向けの官舎があった地点（豊原57号）に仮乗降場が設けられたことが由来であった。当時の線路班はこうしたケースに対して職員家族向けに旅客扱いを行っていた例が散見され、ここもそういった例の一つであった。
1969年（昭和44年）度末までに行われた国鉄の保線近代化施策に伴い、線路班制度は改組され消滅しているが、これと前後して官舎は豊原57号から消滅してしまった。生野仮乗降場はその後も仮乗降場としての旅客扱いを続けていたが、ここで地域住民から地区の中心に移してほしいとの要望があり、1973年（昭和48年）には約1km 安国駅方の豊原54号に移転した。その後は同地で1987年（昭和62年）の正規の旅客駅への昇格を経て2021年（令和3年）の廃止まで営業した。
仮乗降場時代から停車本数が僅少であり、廃止直前の2020年（令和2年）3月14日改正時点では、普通列車のうち上り1本・下り2本のみ停車していた。

### 年表
- 1946年（昭和21年）12月1日：運輸省石北線の生野仮乗降場（局設定）として設置[4][注釈 1]。
- 1949年（昭和24年）6月1日：日本国有鉄道に（国鉄）移管。
- 1961年（昭和36年）4月1日：所属路線を石北本線に改称。
- 1973年（昭和48年）：豊原54号に移設[1][5]。
- 1987年（昭和62年）4月1日：国鉄分割民営化によりJR北海道に継承[6]。同時に駅へ昇格[4][6]。
- 1990年（平成2年）3月10日：営業キロ設定。
- 2007年（平成19年）：同年頃に待合室を撤去[7]。
- 2021年（令和3年）3月13日：利用者減少に伴い、同日のダイヤ改正に併せ廃止[JR 1][JR 2][新聞 1][新聞 2]。

### 駅名の由来
「生野」は所在する豊原地区のほか、現在の安国・旭野を含めた当地の旧地名であり、一説には「生田原の野にある」との意で命名されたとされている。
なお、当地の字名は1944年（昭和19年）2月11日に、生田原村（当時）で実施された字名の整理に伴い豊原（のちに遠軽町発足により「生田原豊原」）となっているが、これは隣接の安国などと同様、当時の村長が神道の「大祓詞（祝詞のひとつ）」に因んだ字名を選んだことに由来し、「広大で平坦で肥沃な農耕地」であることに因み、「豊芦原」を略して名付けたものである。

## 駅構造
1973年（昭和48年）の移転前の構造は詳らかではないが、以後は網走方に向かって左手に1面1線の単式ホームを設けた地上駅であった。
遅くとも1992年（平成4年）時点ではホーム横に黄色い廃バス（プリンス・ライトコーチ）が待合室として設置されていたが、2007年（平成19年）頃に撤去された。
遠軽駅管理の無人駅だった。

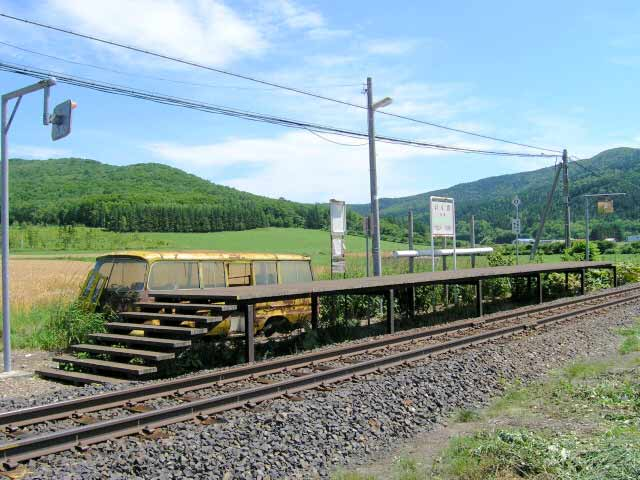
廃バス撤去前の駅全景
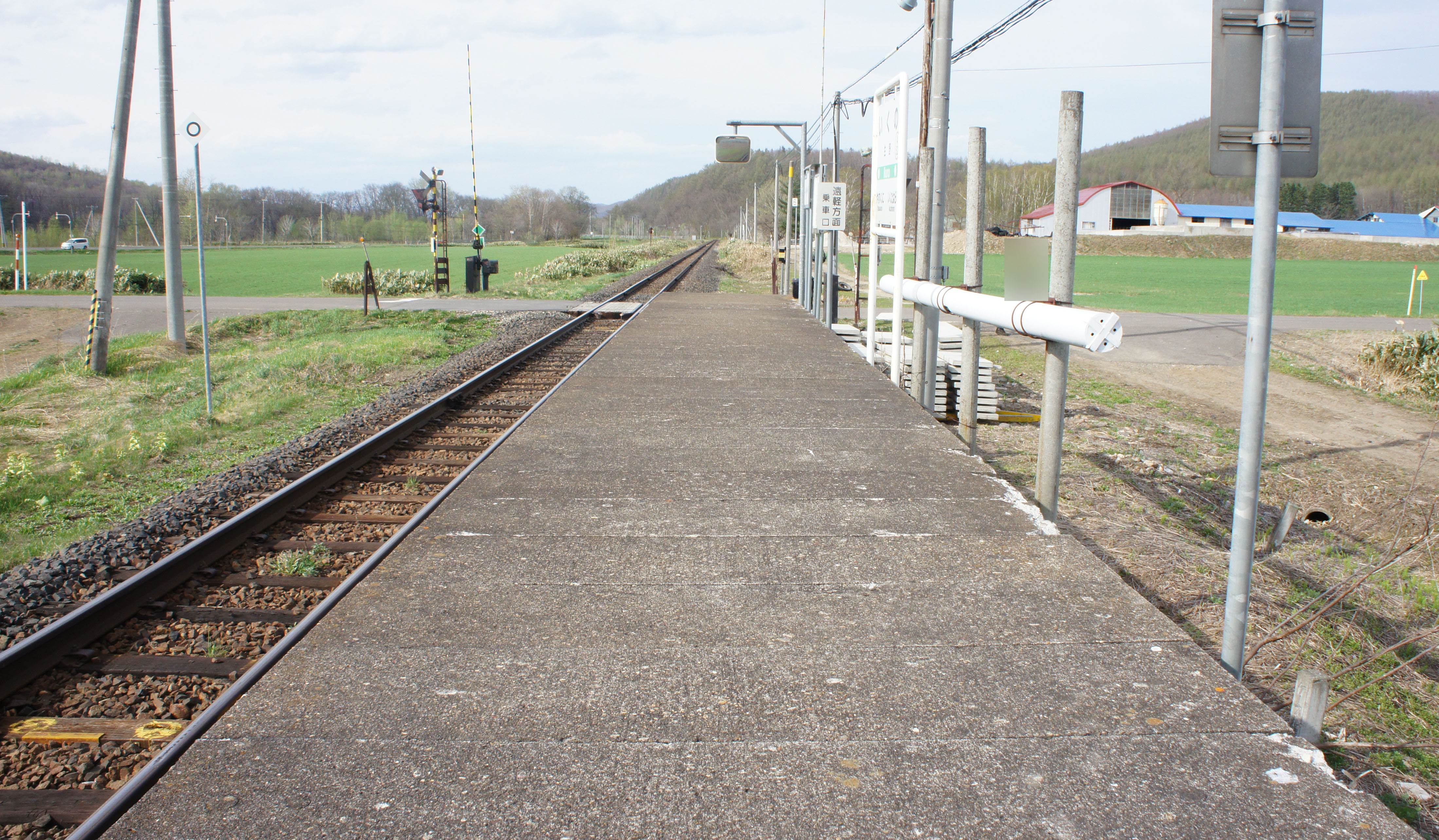
ホーム（2017年5月）
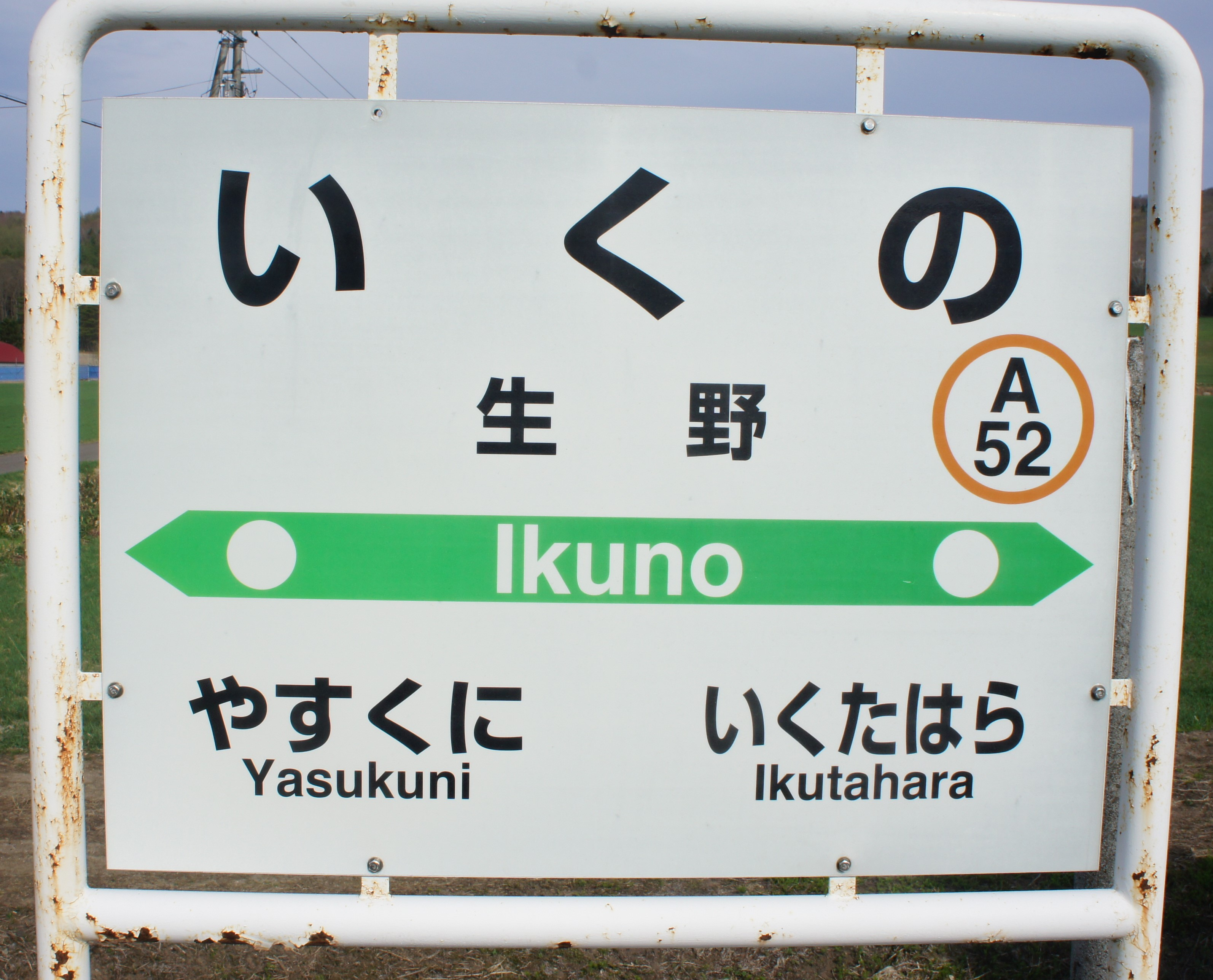
駅名標（2017年5月）

## 利用状況
廃止直前の時点では「主に豊原地区の住民に利用されてきましたが、現在ではほとんど利用がない」とされた。
廃止に至るまでの乗車人員の推移は以下のとおり。年間の値のみ判明している年については、当該年度の日数で除した値を括弧書きで1日平均欄に示す。乗降人員のみが判明している場合は、1/2した値を括弧書きで記した。
また、「JR調査」については、当該の年度を最終年とする過去5年間の各調査日における平均である。
| 年度               | 乗車人員 | 乗車人員 | 乗車人員 | 出典     | 備考                |
| 年度               | 年間     | 1日平均  | JR調査   | 出典     | 備考                |
| ------------------ | -------- | -------- | -------- | -------- | ------------------- |
| 1992年（平成04年） |          | (3.0)    |          | [ 10 ]   | 一日平均乗降客数：6 |
| 2016年（平成28年） |          |          | 0.6      | [ JR 3 ] |                     |
| 2017年（平成29年） |          |          | 0.4      | [ JR 4 ] |                     |
| 2018年（平成30年） |          |          | 0.6      | [ JR 5 ] |                     |
| 2019年（令和元年） |          |          | 0.4      | [ JR 6 ] |                     |
| 2020年（令和02年） |          |          | 0.4      | [ JR 7 ] |                     |

## 駅周辺
山間部に挟まれた狭い平地の農業地域にあって周りは田畑が多く、目立った建物は無い。駅の近くには人家があり、道路によるアクセスも容易である。
- 国道242号
- 北海道北見バス「豊原54号」停留所[12]

## 隣の駅
北海道旅客鉄道（JR北海道）
■石北本線（廃止時点）
安国駅 (A51) - 生野駅 (A52) - 生田原駅 (A53)

### JR北海道
1. 1 2  『来春のダイヤ見直しについて』（PDF）（プレスリリース）北海道旅客鉄道、2020年12月9日。オリジナルの2020年12月9日時点におけるアーカイブ。2020年12月9日閲覧。
2. 1 2  『2021年3月ダイヤ改正について』（PDF）（プレスリリース）北海道旅客鉄道、2020年12月18日。オリジナルの2020年12月18日時点におけるアーカイブ。2020年12月18日閲覧。
3. ↑  「石北線（新旭川・網走間）」（PDF）『線区データ（当社単独では維持することが困難な線区）』、北海道旅客鉄道、2017年12月8日。オリジナルの2017年12月9日時点におけるアーカイブ。2017年12月10日閲覧。
4. ↑  「石北線（新旭川・網走間）」（PDF）『線区データ（当社単独では維持することが困難な線区）(地域交通を持続的に維持するために)』、北海道旅客鉄道株式会社、3頁、2018年7月2日。オリジナルの2018年8月19日時点におけるアーカイブ。2018年8月19日閲覧。
5. ↑  “石北線（新旭川・網走間）” (PDF). 線区データ（当社単独では維持することが困難な線区）(地域交通を持続的に維持するために).   北海道旅客鉄道. p. 3 (2019年10月18日). 2019年10月18日時点のオリジナルよりアーカイブ。2019年10月18日閲覧。
6. ↑  “石北線（新旭川・網走間）” (PDF). 地域交通を持続的に維持するために > 輸送密度200人以上2,000人未満の線区（「黄色」8線区）.   北海道旅客鉄道. p. 3・4 (2020年10月30日). 2020年11月2日時点のオリジナルよりアーカイブ。2020年11月2日閲覧。
7. ↑  “駅別乗車人員  特定日調査（平日）に基づく”.   北海道旅客鉄道. 2022年8月3日時点のオリジナルよりアーカイブ。2022年8月14日閲覧。

### 新聞記事
1. 1 2  “停車少ないけど思い出はいっぱい JR石北線生野駅廃止 75年間の感謝、廃止セレモニー”. 北海道新聞. (2021年3月12日).  オリジナルの2021年3月13日時点におけるアーカイブ。 2021年3月13日閲覧。
2. 1 2  “18無人駅に「ありがとう」 JRダイヤ改正で廃止 住民やファン 各地で別れ”. 北海道新聞. (2021年3月13日).  オリジナルの2021年3月13日時点におけるアーカイブ。 2021年3月13日閲覧。
3. 1 2  原田伸一【道南とっても"鉄"な旅話】(41)小幌駅と生野駅『北海道新聞』夕刊2019年12月24日みなみ風（地域情報版）1面